# Papuga rodrigueska
Papuga rodrigueska († Necropsittacus rodricanus) – gatunek wymarłego ptaka z rodziny papug wschodnich (Psittaculidae), endemicznego dla maskareńskiej wyspy Rodrigues. Nie jest jasne, z jakim gatunkiem była najbliżej spokrewniona, ale podobnie jak inne maskareńskie papugi umieszczana jest w plemieniu Psittaculini. Wykazywała podobieństwo do papug maurytyjskich (Lophopsittacus mauritianus) i możliwe, że była z nimi spokrewniona. Bazując na opisach papug z innych wysp Maskarenów, do rodzaju Necropsittacus przyłączano również dwa inne gatunki (N. francicus i N. borbonicus), jednak ich odrębność była kwestionowana.
Papuga rodrigueska miała zielone upierzenie, głowa i dziób były stosunkowo duże, zaś ogon długi. Dokładny jej rozmiar jest nieznany. Możliwe, że osiągała około 50 cm długości. Była to największa papuga na wyspie Rodrigues, do tego miała największą głowę spośród wszystkich maskareńskich papug. Możliwe, że przypominała papugę wielkodziobą (Tanygnathus megalorynchos). Przed odkryciem papugi te odwiedzały również wysepki u południowych wybrzeży Rodrigues, które były wolne od szczurów; żywiły się nasionami krzewów Fernelia buxifolia. Gatunek znany jest z subfosylnych szczątków i doniesień z czasów historycznych. Po raz ostatni została wspomniana w 1761 i najprawdopodobniej wymarła niedługo potem, najpewniej wskutek drapieżnictwa ze strony szczurów, wycinki lasów i polowań.

## Taksonomia

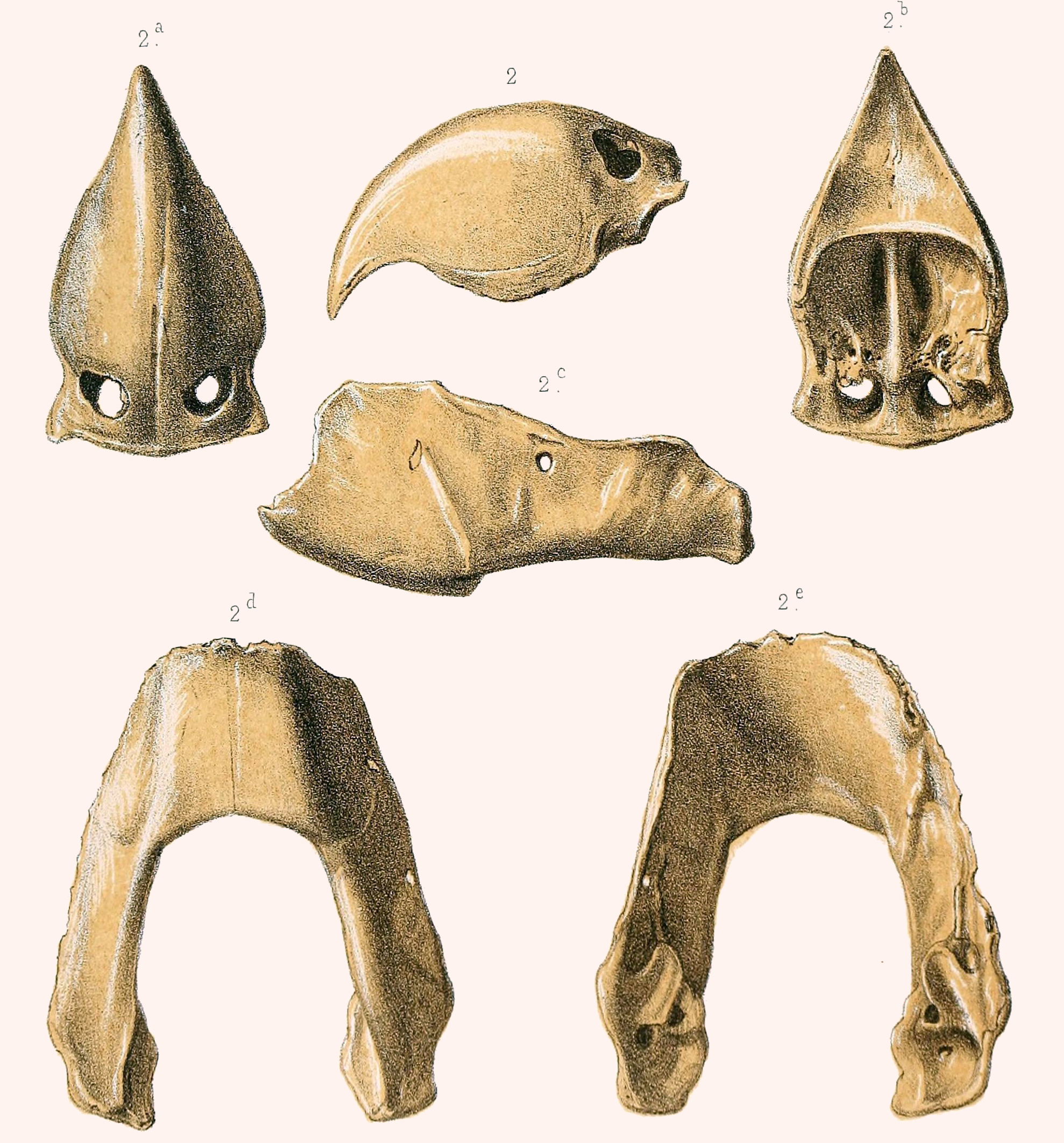
Dziób stanowiący holotyp, 1873

Ptaki, które mogły być papugami rodrigueskimi, po raz pierwszy wspomniał François Leguat w jego wspomnieniu z 1708, A New Voyage to the East Indies. Leguat był przywódcą grupy dziewięciu hugenotów, którzy skolonizowali Rodrigues w latach 1691–1693 po tym, jak zostali wygnani z Francji. Kolejnych opisów dostarczył w 1726 francuski oficer Julien Tafforet w jego Relation de l'Île Rodrigue, a następnie francuski matematyk Alexandre Pingré, który przybył na Rodrigues celem obejrzenia tranzytu Wenus w 1761.
Papuga rodrigueska została po raz pierwszy naukowo opisana i nazwana Psittacus rodricanus w 1867 przez francuskiego ornitologa Milne-Edwardsa w oparciu o szczątki subfosylne części dzioba. Epitet gatunkowy odnosi się do wyspy Rodrigues, nazwanej tak na cześć jej odkrywcy, portugalskiego żeglarza Diogo Rodriguesa. Milne-Edwards zmienił epitet gatunkowy na rodericanus w 1873 (w opracowaniu swoich artykułów o wymarłych ptakach); od tamtego czasu właśnie ten epitet był używany w literaturze, dopóki Międzynarodowy Komitet Ornitologiczny nie zmienił go z powrotem na rodricanus w 2014. Milne-Edwards wydzielił gatunek do własnego rodzaju Necropsittacus w 1874; jego nazwa pochodzi od greckich słów necros – „martwy” i psittakos – „papuga”, w odniesieniu do wymarcia gatunku.
Obecna lokalizacja holotypu (w tym przypadku dzioba papugi) pozostaje nieznana. Możliwe, że jest to okaz UMZC 575, przesłany przez Milne-Edwardsa do angielskiego zoologa Alfreda Newtona po 1880, którego wygląd zgadza się z rysunkiem i opisem w artykule Milne-Edwardsa, jednak nie jest to pewne. W 1893 Edward Newton (brat Alfreda) i Hans Gadow opisali więcej szczątków kopalnych papugi rodrigueskiej, w tym czaszkę i kości kończyn. Pozostałości tych papug są nieliczne, szczątki subfosylne odnaleziono w jaskiniach Plaine Corail i Caverne Tortue.
W przypisach do opracowania z 1873 Milne-Edwards powiązał znane szczątki subfosylne papug z opisem Leguata. W 1875 Alfred Newton przeanalizował świeżo odkryte notatki Tafforeta i zidentyfikował opisane papugi jako rodrigueskie. W komentarzu do wydanej w 1891 edycji wspomnienia Leguata angielski autor Samuel Pasfield Oliver wyraził wątpliwość, jakoby wspomniane papugi były papugami rodrigueskimi ze względu na ich mniejszy rozmiar. Zasugerował, że mogły to być aleksandretty maskareńskie (Psittacula exsul). Leguat wspomniał w jednym zdaniu zarówno papugi zielone, jak i niebieskie; angielski paleontolog Julian Hume w 2007 zaproponował, że może to być interpretowane zarówno jako odniesienie do aleksandretty maskareńskiej lub papugi rodrigueskiej albo do dwóch odmian barwnych drugiego z tych gatunków.

### Ewolucja
Wiele endemicznych ptaków Maskarenów, w tym dront dodo (Raphus cucullatus), wywodzi się od południowoazjatyckich przodków. Hume zasugerował, że tyczy się to również wszystkich maskareńskich papug. W plejstocenie poziom morza był niższy, więc ptaki mogły skolonizować wówczas mniej odizolowane od siebie wyspy. Choć większość wymarłych papug Maskarenów jest słabo poznana, szczątki subfosylne wskazują na występowanie wspólnych cech, takich jak stosunkowo duże głowy i dzioby, zredukowane kości obręczy kończyny górnej i mocno zbudowane kości nóg. Newton i Gadow uznali papugę rodrigueską za blisko spokrewnioną z papugą maurytyjską (Lophopsittacus mauritianus) ze względu na duży dziób i inne cechy budowy szkieletu. Nie byli jednak w stanie określić, czy te dwa gatunki należały do jednego, czy odrębnych rodzajów, ponieważ czub na głowie miały tylko papugi maurytyjskie. W 1987 brytyjski ornitolog Graham S. Cowles uznał czaszki za zbyt różniące się, by obydwa te gatunki mogły należeć do jednego rodzaju.
Hume przypuszczał, że papugi z Maskarenów mają wspólne pochodzenie z radiacji ewolucyjnej plemienia Psittaculini, ze względu na ich cechy morfologiczne i fakt, że papugi z rodzaju Psittacula skolonizowały wiele odizolowanych wysp Oceanu Indyjskiego. Papugi z plemienia Psittaculini mogły zasiedlać ten teren kilkukrotnie, ponieważ wiele z gatunków jest tak wyspecjalizowanych, że mogły ewoluować na wyspach na plamach gorąca, zanim jeszcze Maskareny wynurzyły się z morza. Badanie genetyczne z 2011 (Kundu et al.) wykazało, że papuga maskareńska (Mascarinus mascarin) z wyspy Reunion była najbliżej spokrewniona z papuzicą małą (Coracopsis nigra) z Madagaskaru i pobliskich wysp, nie zaś z papugami z rodzaju Psittacula, co zaprzecza teorii o ich wspólnym pochodzeniu.

### Hipotetyczne spokrewnione gatunki

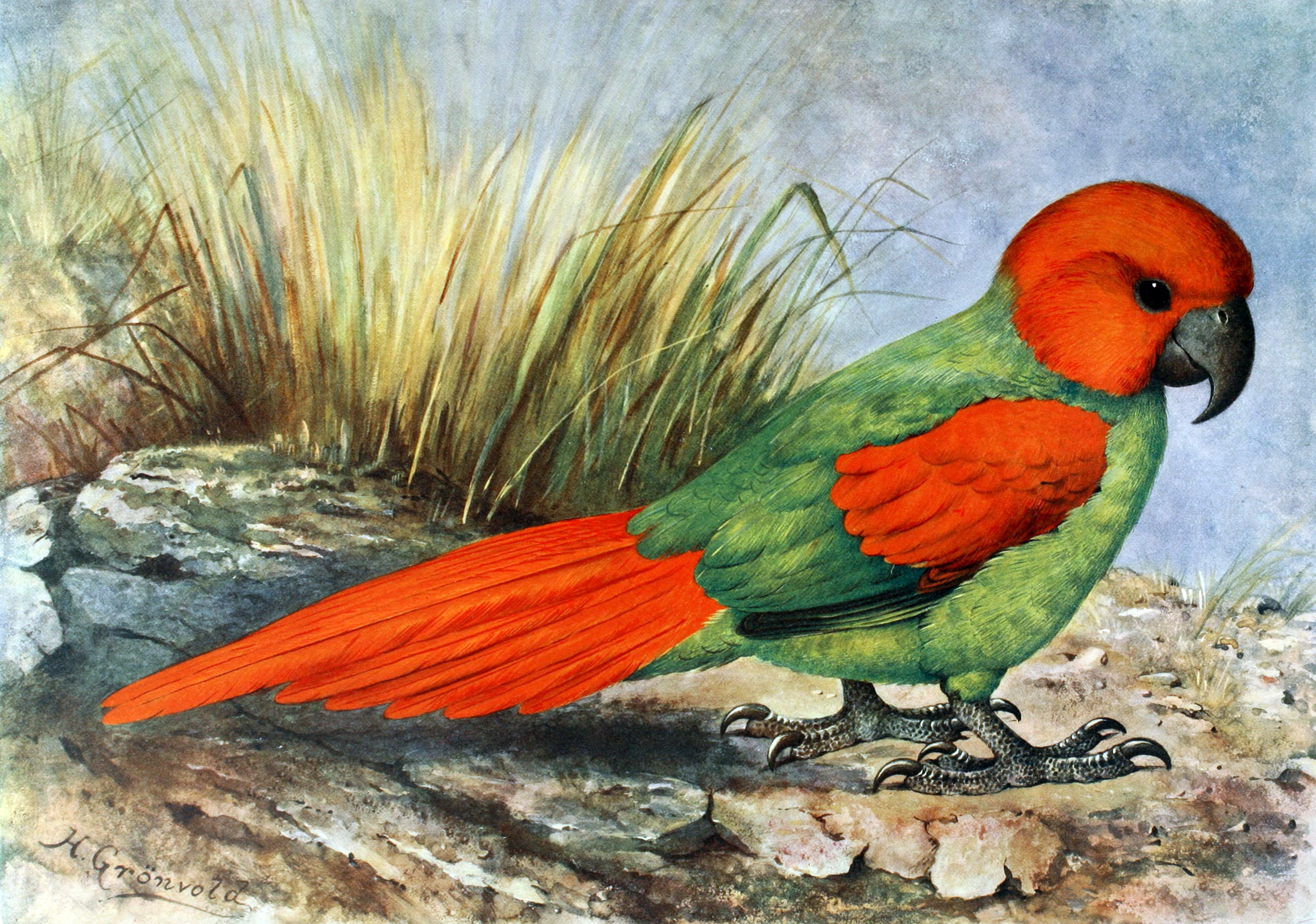
Ilustracja z 1907 autorstwa Henrika Grönvolda, przedstawiająca upierzenie hipotetycznego gatunku N. borbonicus o budowie ciała papugi rodrigueskiej

Brytyjski zoolog Walter Rothschild przypisał do rodzaju Necropsittacus dwa hipotetyczne gatunki z pozostałych wysp Maskarenów: N. francicus w 1905 i N. borbonicus (nazwana od Bourbon, wcześniejszej nazwy Reunionu) w 1907. N. borbonicus znany był z pojedynczego opisu francuskiego podróżnika Sieur Dubois, który wspomniał zielone papugi tego samego rozmiaru [najprawdopodobniej: co aleksandretty krótkosterne] z głowami, wierzchem skrzydeł i ogonami o kolorze ognia występujące na Reunionie. Rothschild uznał, że należały do Necropsittacus ponieważ Dubois porównał je do przedstawicieli spokrewnionego rodzaju Psittacula. Rothschild opisał upierzenie N. francicus następująco: głowa i ogon ognistopomarańczowe, reszta ciała i ogon zielone; twierdził, że swój opis oparł na wspomnieniach z podróży na Mauritius w XVII i na początku XVIII wieku.
Te dwa gatunki przypisane do Necropsittacus stały się przyczyną licznych sprzeczności w systematyce, a ich tożsamość była kwestionowana. N. borbonicus otrzymały później angielskie nazwy zwyczajowe, takie jak Réunion red and green parakeet lub Réunion parrot, a N. francicus nazywano Mauritian parrot. Japoński ornitolog Masauji Hachisuka uznał N. borbonicus za gatunek w 1953 i opublikował rekonstrukcję jego wyglądu na podstawie opisu upierzenia Dubois i budowy ciała papugi rodrigueskiej. Nie uznał nazwania N. francicus za konieczne; wyraził nadzieję, że odnajdzie się więcej dowodów na istnienie gatunku. W 1967 amerykański ornitolog James Greenway zasugerował, że N. borbonicus mógł w istocie być damą, która uciekła z niewoli i została zaobserwowana przez Dubois; XVI-wieczne holenderskie malowidła przedstawiają bowiem ptaki podobne do damy gwarliwej (Lorius garrulus), najprawdopodobniej przetrzymywane w niewoli. Greenway nie był w stanie znaleźć żadnych informacji, które pasowałyby do opisu N. francicus wspomnianego przez Rothschilda.
W 1987 brytyjski ekolog Anthony S. Cheke opisał wzór upierzenia N. borbonicus jako podobny do ptaków z rodzaju Psittacula i uznał opisanie N. francicus za oparte na mylnych doniesieniach. W 2001 brytyjski pisarz Errol Fuller zasugerował, że opis Dubois mógł się odnosić do nieopisanego gdzie indziej gatunku lub był błędny, a N. francicus określił mianem jednego z najbardziej wątpliwych hipotetycznych gatunków. Zdaniem Hume’a (2007) Rothschild skojarzył N. borbonicus z papugą rodrigueską, ponieważ błędnie uznał opis Dubois za opis papugi maskareńskiej; twierdził, że papuga maskareńska również miała czerwone upierzenie (choć było ono całkowicie zielone) i została wspomniana przez Dubois (który Rodriguesu nigdy nie odwiedził). Rothschild przypisał również obserwacje N. francicus Dubois, powtarzając jego opis upierzenia papugi rodrigueskiej; Hume stwierdził, że nazwa N. francicus jest oparta jedynie na mętnym wyobrażeniu Lorda Rothschilda. Hume dodał, że jeśli opis N. borbonicus autorstwa Dubois był oparty na papudze endemicznej dla Reunionu, to dotyczył raczej aleksandretty większej (Psittacula eupatria) o podobnym upierzeniu, jedynie z wyjątkiem czerwonego ogona.

## Morfologia i anatomia

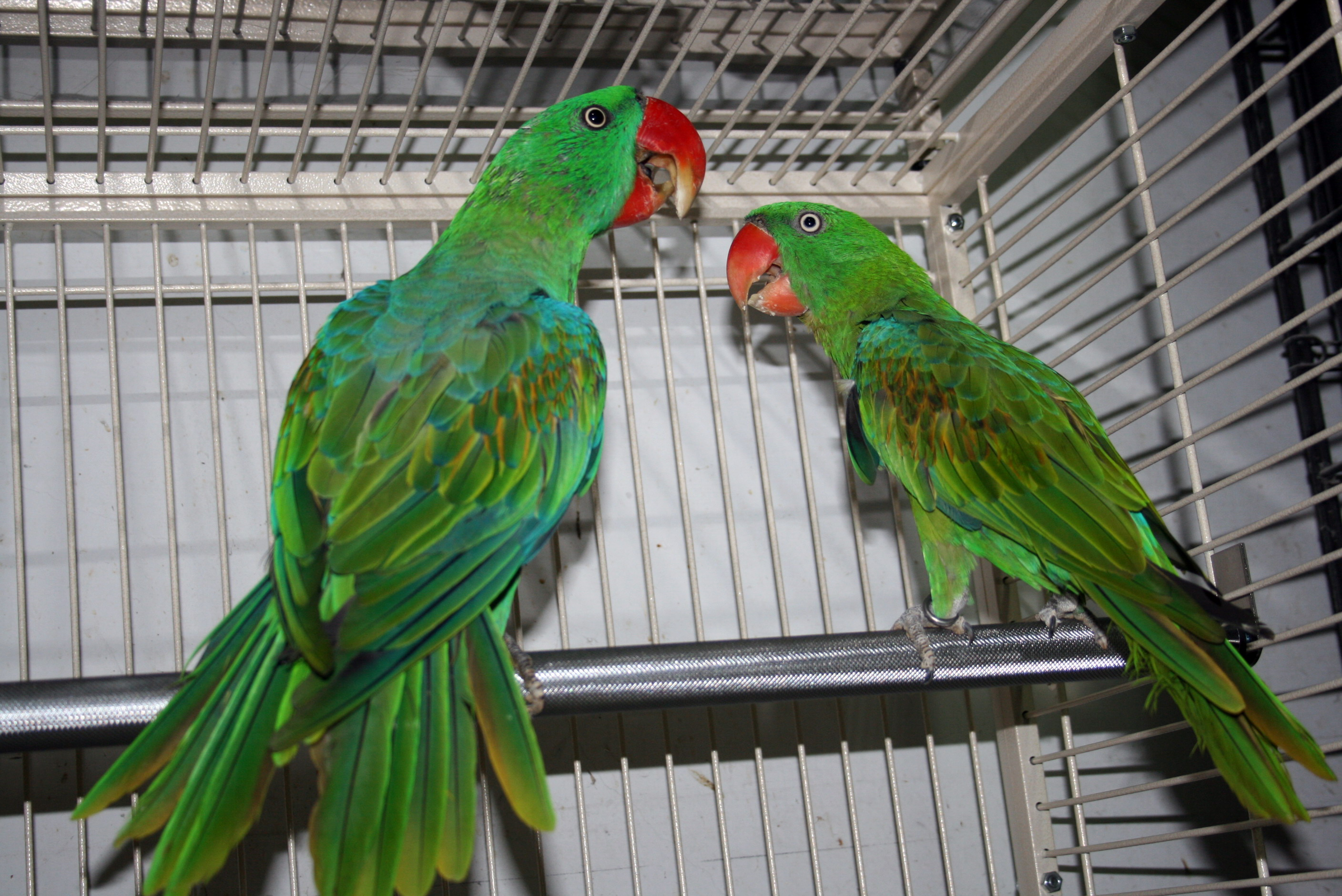
Papugi rodrigueskie mogły przypominać papugi wielkodziobe (Tanygnathus megalorynchos)

Papugi rodrigueskie zostały opisane jako największe papugi na wyspie, z dużymi głowami i długimi ogonami. Ich upierzenie miało być jednolicie zielone. W porównaniu do innych papug miały stosunkowo płaskie i wgniecione czaszki, podobne do ar. Czaszka miała 50 mm długości, 38 mm szerokości i 24 mm wysokości. Kość krucza liczyła 35 mm długości, kość ramienna 53 mm, kość łokciowa 57 mm, kość udowa 49 mm, tibiotarsus 63 mm, a skok 22 mm. Długość ciała jest nieznana, mogła wynosić około 50 cm, podobnie jak u większych kakadu. Jej tibiotarsus był o 32% mniejszy niż u samicy papugi maurytyjskiej, kości obręczy kończyny górnej były jednak mniejsze, zaś głowa największa ze wszystkich maskareńskich papug.
Układ kostny papugi rodrigueskiej wykazywał podobieństwa do szkieletu ptaków z rodzaju Tanygnathus i Psittacula. Kości obręczy kończyny górnej i miednica były pod względem rozmiarów podobne do tych u nestora kaka (Nestor meridionalis). Papugi rodrigueskie mogły być podobne do papug wielkodziobych (Tanygnathus megalorynchos), ale z większymi głowami i ogonami. Kilka cech szkieletu różniło je od innych maskareńskich papug, między innymi ich nozdrza układały się w poprzek, a nie wzdłuż dzioba. Żadne elementy budowy czaszki nie wskazują na obecność czuba, występującego u papugi maurytyjskiej, nie wiadomo również, czy występował dymorfizm płciowy. W poszczególnych elementach szkieletu występują również okazy pośrednie, co wskazuje na brak wyraźnie wyodrębnionych pod względem wielkości ptaków.

## Ekologia i zachowanie

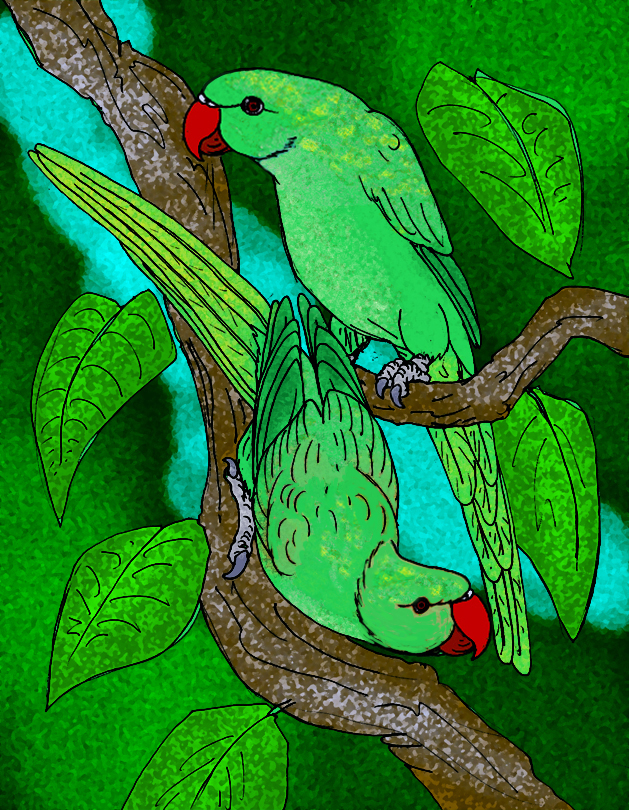
Rekonstrukcja wyglądu papug rodrigueskich

Opis Tafforeta z 1726 dostarcza jedynych szczegółowych informacji na temat żywych papug rodrigueskich:

Te największe są większe od gołębi i mają bardzo długie ogony, ich głowa jest tak duża, jak dziób. Przybywają głównie na wysepki na południe od wyspy, gdzie jedzą niewielkie czarne nasiona wydawane przez małe krzewy o zapachu podobnym do drzewek pomarańczowych, na główną wyspę przylatują pić wodę ... ich upierzenie jest zielone.

Tafforet wspomniał również, że papugi rodrigueskie jadły nasiona krzewu Fernelia buxifolia („bois de buis”), dziś zagrożonego, ale pospolitego na całym Rodriguesie w tamtych czasach. Ze względu na liczną populację szczurów na Rodriguesie, żyjące na wyspie papugi, szpaki maskareńskie (Necropsar rodericanus) i synogarlice maskareńskie (Streptopelia rodericana) gniazdowały na przybrzeżnych, wolnych od szczurów wysepkach.
Wiele innych endemicznych ptaków z Rodriguesu wymarło po nadejściu ludzi, a ekosystem wyspy został poważnie naruszony. Cała wyspa była zalesiona przed nadejściem człowieka, ale w czasach współczesnych pozostało już niewiele obszarów leśnych. Papuga rodrigueska współwystępowała z innymi wymarłymi już zwierzętami, jak dront samotny (Pezophaps solitaria), chruścielowiec rodrigueski (Aphanapteryx leguati), aleksandretta maskareńska, szpak maskareński, uszatnik średni (Mascarenotus murivorus), ślepowron wielkogłowy (Nycticorax megacephalus) i synogarlica maskareńska.

## Wymarcie

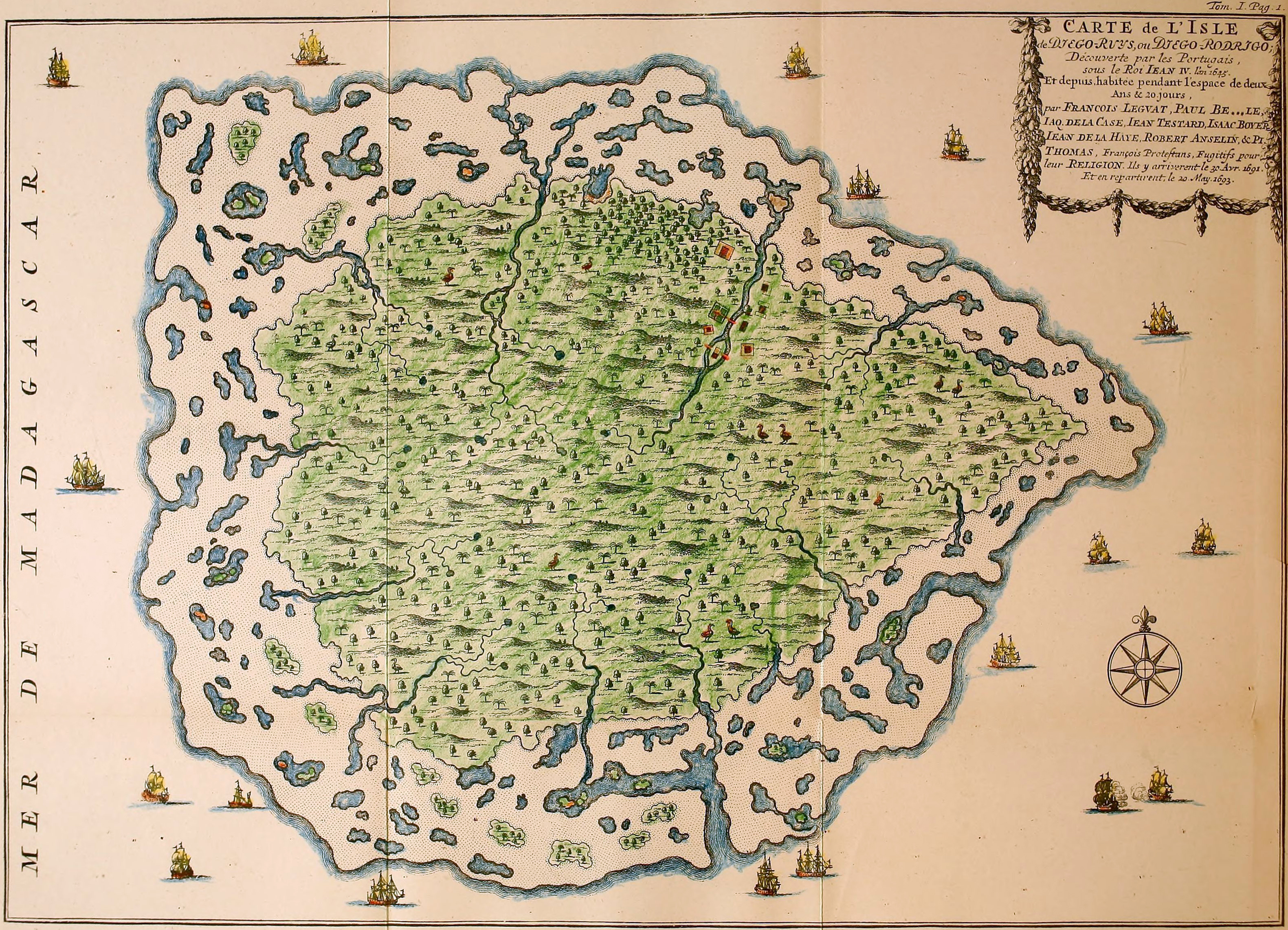
Mapa Rodriguesu autorstwa Leguata; jego obóz znajduje się na północnym wschodzie

Z około 8 gatunków papug endemicznych dla Maskarenów nie wymarła jedynie aleksandretta krótkosterna. Pozostałe wymarły najpewniej przez połączenie nadmiernego odłowu z wylesianiem. Podobnie jak Rodrigues, przybrzeżne wysepki również zostały zasiedlone przez szczury, co przyczyniło się do wymarcia. Szczury najprawdopodobniej zjadały ptasie jaja i pisklęta. Pingré odnotował, że lokalne gatunki papug były traktowane jako zwierzyna łowna, a papugi maskareńskie były rzadkie:

Te papugi zdają się być znacznie delikatniejsze [od nietoperzy]. Nie przegapiłbym żadnego polowania Francuzów, jeśli te papugi byłyby pospolitsze – ale stają się coraz rzadsze. Są tu jeszcze mniej liczne papugi [rodrigueskie], ale te były niegdyś liczne, jak twierdzi François Leguat; mała wysepka na południe od Rodrigues nadal nazywana jest Wyspą Papug [chodzi o Isle Pierrot].

Pingré odnotował, że wyspa była wylesiana przez łowców żółwi, którzy wzniecali pożary celem przerzedzenia roślinności. To w połączeniu z odławianiem tych papug mogło doprowadzić do ich wymarcia. Opis Pingré z 1761 jest ostatnim znanym, najprawdopodobniej papugi rodrigueskie wymarły niedługo potem.